# Castello di Salzdahlum
Il castello di Salzdahlum (in tedesco Schloss Salzdahlum o alternativamente Lustschloss Salzdahlum) era una struttura fortificata della città di Salzdahlum, in Bassa Sassonia, Germania. Esso fu una maison de plaisance del duca di Brunswick-Wolfenbüttel.

## Storia

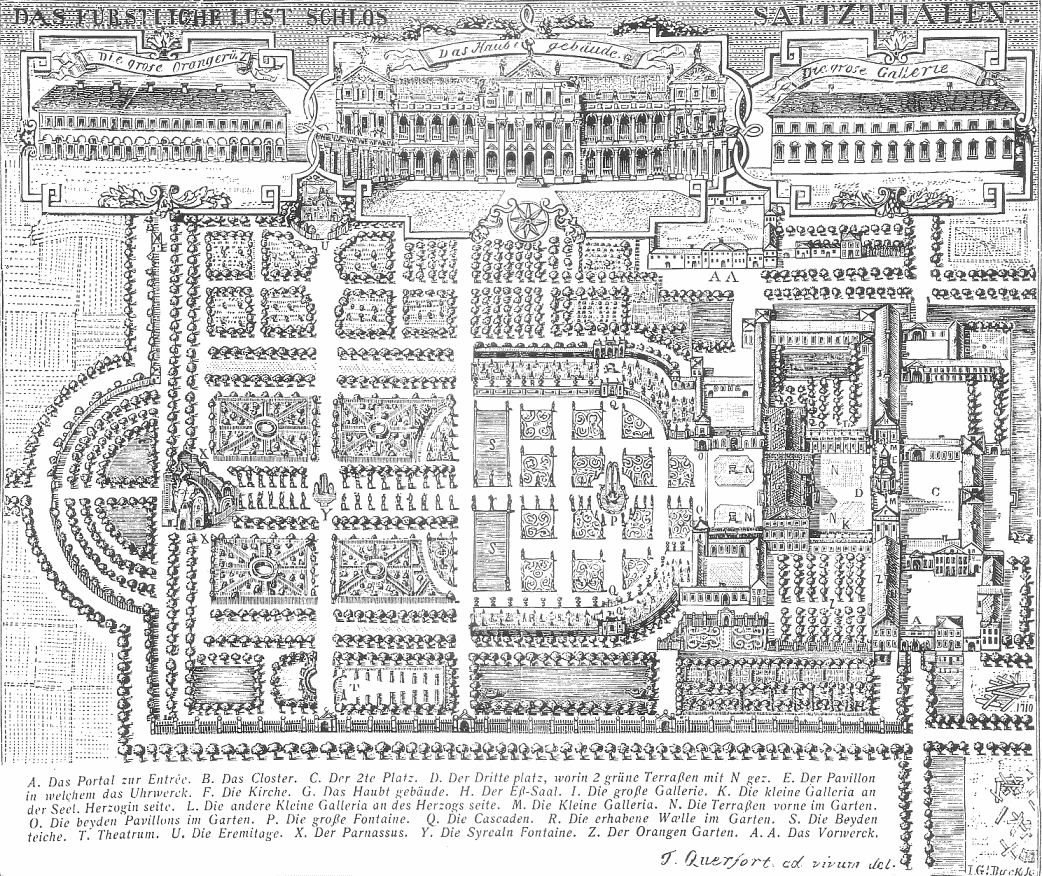
Pianta del palazzo e del parco nel 1710.

Il castello venne progettato nel XVII secolo per soddisfare il bisogno di sfarzo assolutista del duca Antonio Ulrico di Brunswick-Wolfenbüttel il quale, dopo aver visitato la reggia di Versailles ne rimase a tal punto impressionato da volerne replicare una copia in piccolo per sé. Il castello di Salzdahlum ad ogni modo non venne inteso come una residenza stabile del duca, il quale solitamente risiedeva nella vicina cittadina di Wolfenbüttel, ma piuttosto come residenza estiva della famiglia ducale.
Più specificamente, l'intenzione della linea dei Wolfenbüttel era quella di dimostrare la loro superiorità di rango battendo i cugini della linea di Hannover sullo splendore del loro palazzo e dei loro giardini. La disputa tra le due famiglie, ad ogni modo, si risolse nel 1692 quando il duca Ernesto Augusto di Brunswick-Lüneburg ottenne il titolo di principe elettore a scapito del cugino Antonio Ulrico. 
Il villaggio di Salzdahlum venne prescelto per la costruzione del nuovo castello in quanto si trovava a metà strada tra Braunschweig e Wolfenbüttel e poteva quindi essere raggiunto in breve tempo da entrambe le direzioni.
I lavori per la costruzione del castello ebbero inizio nel 1688. L'anno precedente il duca Antonio Ulrico aveva compiuto un lungo viaggio in Italia ed in Francia dove aveva avuto modo di vedere i modelli di molte residenze nobiliari dell'epoca e soprattutto la reggia di Versailles ed il castello di Marly-le-Roi, la maison de plaisance costruita da Luigi XIV di Francia che egli trovò come il modello più naturale a cui ispirarsi per la propria costruzione in Germania. In primo luogo, venne predisposto un sistema di drenaggio per asciugare il terreno ove sarebbe andato a sorgere il castello in quanto esso era particolarmente umido e minacciava la stabilità delle fondamenta. Ad ogni modo ben presto divenne evidente come il solo costo dei materiali da costruzione avrebbe superato di gran lunga il patrimonio in possesso del duca e sua moglie. Così Antonio Ulrico ed il suo architetto Hermann Korb accettarono di costruire il palazzo con una costruzione a graticcio di legno, mantenendo in pietra solo gli elementi portanti come colonne, scale e fondamenta. Le facciate vennero rivestite in maniera così intelligente da creare l'impressione che l'edificio fosse realizzato in solida pietra arenaria. I costi durante il periodo di costruzione che durò sei anni, giunsero comunque alla cifra di 55 000 talleri, ma ottenendo la qualifica di più grande edificio in legno di tutta la Germania.

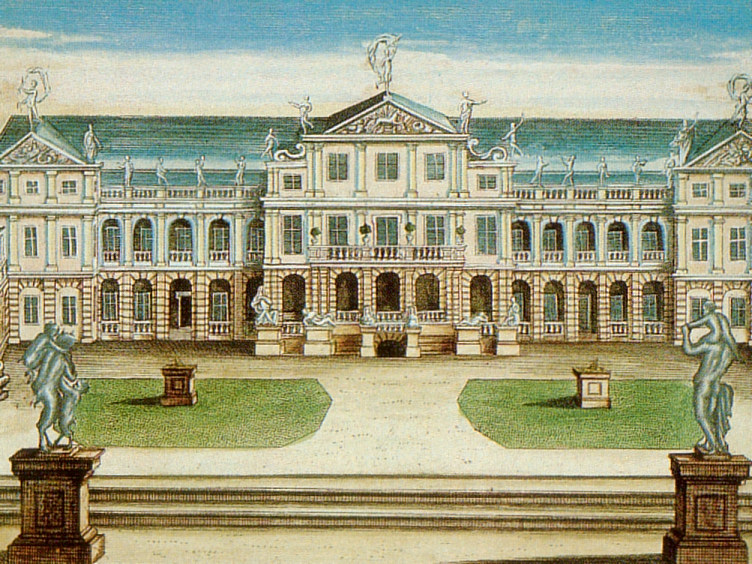
Particolare della facciata del castello verso il giardino in una stampa colorata del 1706

Il castello venne inaugurato ufficialmente il 30 maggio 1694, il giorno del sessantesimo compleanno della duchessa Elisabetta Giuliana (moglie di Antonio Ulrico) con feste che perdurarono per quattro giorni. Il musicista Georg Caspar Schürmann compose un brano per l'occasione. Subito dopo il completamento dell'edificio principale del palazzo, furono necessari ampliamenti per accogliere le collezioni d'arte ducali. Le aggiunte proseguirono alla struttura sino alla fine del XVIII secolo.
Al castello, come luogo di rappresentanza, si tenne un'intensa vita di corte al punto da essere definito la "Versailles dei Guelfi" o la "Versailles tedesca". Questo era uno dei luoghi preferiti di soggiorno dell principessa Elisabetta Cristina di Brunswick-Wolfenbüttel, madre dell'imperatrice Maria Teresa d'Austria. Il castello venne visitato dalla badessa Aurora von Königsmarck, dal filosofo e fisico Gottfried Wilhelm Leibniz e nel 1713 la struttura accolse lo zar Pietro I di Russia. Il 12 giugno 1733 al castello il principe ereditario Federico di Prussia (poi Federico il Grande) sposò Elisabetta Cristina di Brunswick-Wolfenbüttel-Bevern. Nel 1784 il castello venne visitato dal poeta tedesco Goethe che vi si portò in visita per ammirare la splendida pinacoteca del duca.
La costruzione in legno del castello, ad ogni modo, non poté sopravvivere a lungo alle intemperie. Il sottosuolo umido faceva marcire i muri e la manutenzione della struttura si presentava troppo costosa. Durante il regno del duca Carlo Guglielmo Ferdinando di Brunswick-Wolfenbüttel, alla fine del XVIII secolo, il tesoro ducale non era più sufficiente per mantenere il castello e, con la fine degli eventi di corte, gli edifici caddero progressivamente in rovina. Anche i giardini iniziarono ad essere ricoperti di vegetazione, le sculture caddero e l'orangerie crollò nel 1797. Alla fine del 1806, il direttore delle collezioni di Napoleone Bonaparte, Dominique-Vivant Denon, fece trasferire al Louvre di Parigi i 250 pezzi più preziosi della collezione d'arte del duca che ancora si trovavano al castello. Nel 1810, Girolamo Bonaparte, divenuto re di Vestfalia, decise di fare dono degli edifici rimasti alla città di Braunschweig per ricompensare gli abitanti locali per le ingenti somme di denaro raccolte per l'ampliamento del palazzo di Braunschweig. Il 24 novembre 1810, gli ultimi mobili e opere d'arte rimaste al castello (800 in tutto) vennero messi all'asta. Alcuni dipinti tornarono in patria dopo la cacciata dei francesi e vennero collocate nel Herzog Anton Ulrich Museum di Braunschweig. Nel 1811 la città di Braunschweig decise di vendere il castello per risparmiare sui costi della sua manutenzione: la struttura venne valutata 30 000 talleri, ma nessun acquirente venne trovato. La struttura venne quindi demolita ed i materiali da costruzione vennero messi all'asta. Nel 1813 i lavori di demolizione della struttura poterono dirsi conclusi.

## Descrizione

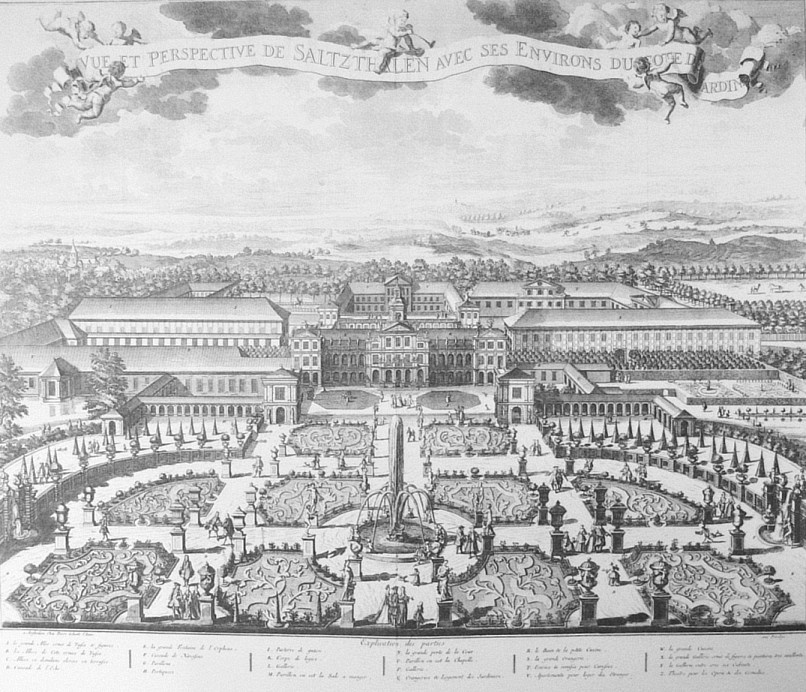
Il castello di Salzdahlum in una stampa del 1715.

La prima descrizione dell'edificio, che conteneva anche disegni di vedute e planimetrie del complesso, venne pubblicata nel 1710 dal pittore di corte Tobias Querfurt. 
Il castello era racchiuso su due lati da un fossato e separato sull'altro lato da un muro di cinta. L'accesso avveniva attraverso una casa di guardia che sovrastava il cancello principale. Le planimetrie della disposizione delle stanze del castello esistono ancora oggi, sebbene le dimensioni esatte del complesso siano sconosciute. Le stanze centrali del castello erano, a differenza di altri castelli della medesima epoca, poste al piano terra. Il palazzo disponeva di numerose stanze di rappresentanza, diversi cortili interni, una stalla, un teatro, un'orangerie ed una cappella. Anche in questo caso, il progetto si rifaceva più allo stile italiano che a quello francese in uso particolarmente all'epoca, scelta che del resto accomunava questo complesso al castello di Herrenhausen che pure si era basato sugli studi di Andrea Palladio del XVI secolo. La collezione dei dipinti del duca, occupava un'area di 800 m² ed era all'epoca la più grande esposizione di questo genere in Germania che, oltre ai quadri, accoglieva anche un'ampia collezione di oggetti in vetro, piatti e smalti veneziani.
Il castello contava tra le proprie sale una sala per le udienze, un gabinetto di porcellana, una camera in damasco verde ed una cucina di stile olandese.
All'interno del castello era possibile ammirare gli stucchi decorativi opera dell'artista italiano Giacomo Perinetti, attivo in quegli anni alla corte dei duchi di Brunswick-Wolfenbüttel. 

### Il giardino

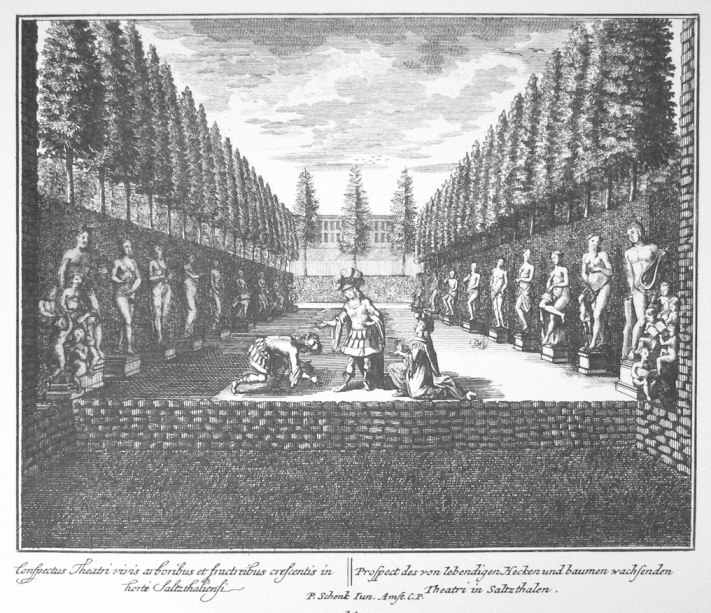
Il teatro all'aperto del castello.

Attorno al palazzo si estendeva un parco in stile francese con aiuole geometricamente divise. In esso si trovava un eremo, una pagoda di stile cinese, diverse fontane e circa 160 statue, oltre ad un teatro all'aperto, un labirinto di siepi e diversi laghetti. Il tutto si estendeva su una superficie di 14 ettari di terreno, con una prospettiva di 400 metri di lunghezza. Gli ultimi ampliamenti al giardino vennero completati nel 1713. Durante il regno del duca Carlo I, il giardino mutò il proprio stile e divenne un parco di stile rococò dal 1750. 
Il castello ed i giardini servirono nel loro insieme come fonte d'ispirazione e modello per l'ampliamento e la ristrutturazione del castello di Hundisburg nel Sassonia-Anhalt e per il castello di caccia di Thiergarten vicino a Schrattenhofen, nel principato di Oettingen-Oettingen, anch'essi caduti gradualmente in rovina dopo un breve periodo di grande splendore e ora completamente scomparsi.

## Il castello oggi

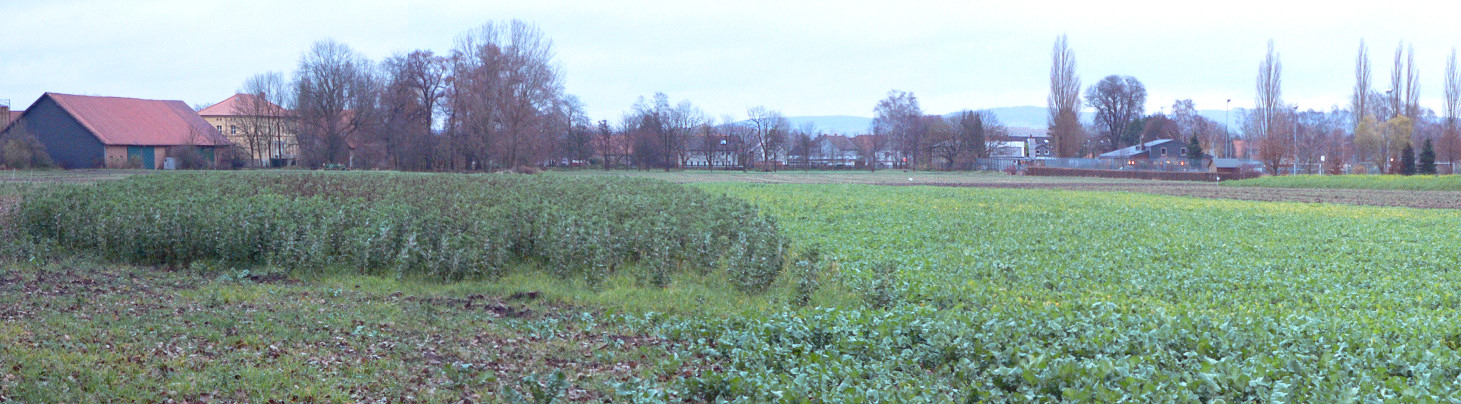
Il sito dove sorgeva il castello: a sinistra le strutture d'ingresso. In centro al campo, dove oggi si trovano delle coltivazioni, sorgeva la struttura

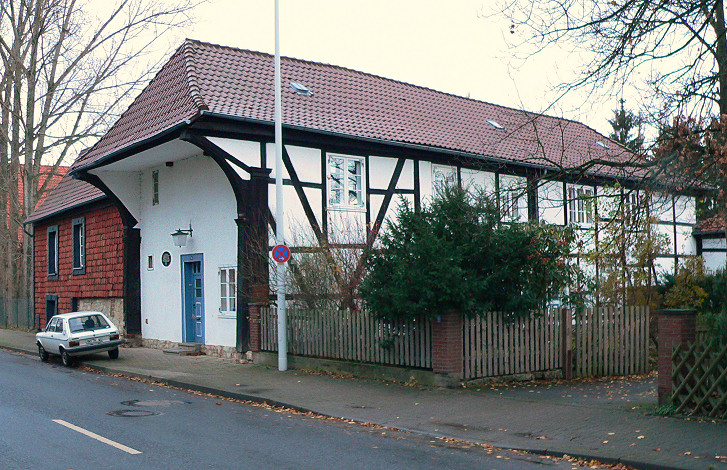
Guardiola d'ingresso al castello

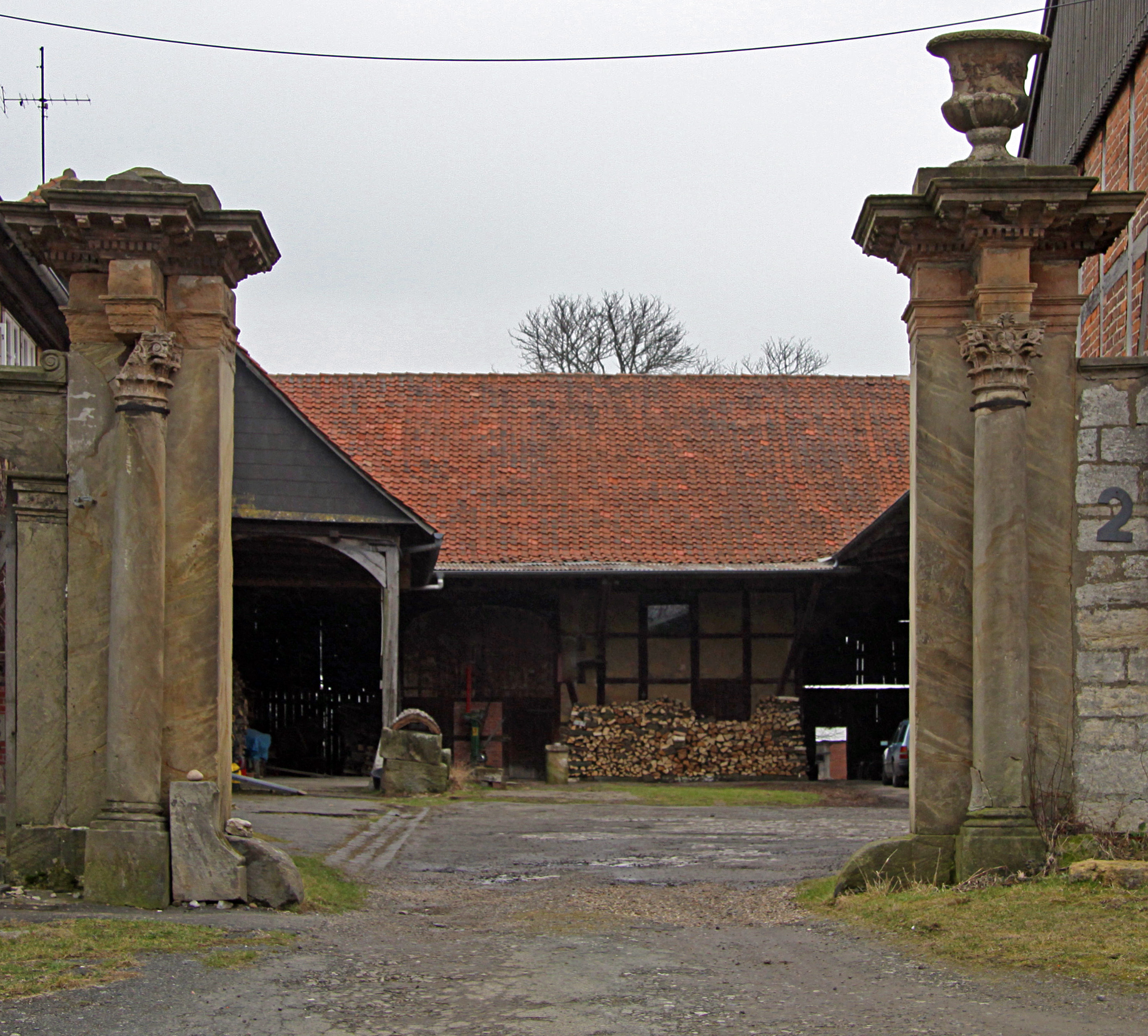
Pilastri del cancello barocco in arenaria di Lutter appartenuti al castello ed oggi posti presso il monastero di Mönchevahlberg

Oggi del complesso del castello di Salzdahlum non rimane più nulla se non la "vecchia guardia", un tempo guardiola d'accesso al castello, e le stalle ad essa adiacenti. Alla fine del XX secolo, questi resti di edifici a graticcio erano già elencati come monumenti storici ma apparivano ormai di proprietà privata. L'acquirente ha restaurato in maniera esemplare la portineria, riparando anche le parti di muro in argilla esistenti. All'interno del complesso delle stalle, di 6 metri di lunghezza per 8 di larghezza, si trovano soffitti a volta con stucchi ben conservati. 
Diverse parti del castello (capitelli, colonne, mobili, quadri, sculture) si possono ancora trovare in parchi, cortili e abitazioni della zona: nel cortile del monastero di Mönchevahlberg, ad esempio, si trova un cancello barocco proveniente dal castello.
Lo scrittore Hans Pleschinski ha fornito un'interessante descrizione del palazzo e del suo costruttore nel suo racconto "Der Holzvulkan", pubblicato nel 1986. Nel 2007 è stata realizzata una ricostruzione digitale del castello per un documentario.